# Vieteuma hubeiensis
Vieteuma hubeiensis är en mångfotingart som beskrevs av Jean-Paul Mauriès och Nguyen-Duy Jacquemin 1997. Vieteuma hubeiensis ingår i släktet Vieteuma och familjen Kashmireumatidae. Inga underarter finns listade i Catalogue of Life.